# Porrogszentpál
Porrogszentpál é um município da Hungria, situado no condado de Somogy. Tem 3,54 km² de área e sua população em 2019 foi estimada em 75 habitantes.